# Jamie Baulch
Jamie Steven Baulch, brittisk (walesisk) 400-meterslöpare, född 3 maj 1973 i Nottingham, England. Baulch tävlade internationellt för Wales (vid Samväldesspelen) eller Storbritannien och är europarekordinnehavare (tillsammans med landsmannen Iwan Thomas samt engelsmännen Roger Black och Mark Richardson) på 4x400 meter.
Baulch hade tidigare Linford Christie (olympia- och världsmästare på 100 meter) som tränare men tränades sedan av nigerianen Innocent Egbunike (VM-silvermedaljör på 400 meter 1987 och personbästa på 44,17).

## Meriter
Guldmedaljer
- VM 1997 4x400 meter Storbritannien (Thomas, BlackBaulch och Richardson) 2.56,65
- EM 1998 4x400 meter Storbritannien (Mark Hylton|Hylton, Baulch, Thomas och Richardson) 2.58,68
- Inomhus-VM 1999 400 meter, 45,73
- EM 2002 4x400 meter Storbritannien (Deacon, Elias, Baulch och Caines) 3.01,25

Silvermedaljer
- OS 1996 4x400 meter Storbritannien (Thomas, Baulch, Richardson och Black) 2.56,60 ER
- Inomhus-VM 1997 400 meter, 45,62
- Samväldesspelen 2002 4x400 meter Wales (Benjamin, Thomas, Baulch och Elias) 3.00,41

Bronsmedaljer
- Samväldesspelen 1998 4x400 meter Wales 3.01,86
- Inomhus-VM 2003 400 meter, 45,99

## Rekord
- Personbästa, 400 m: 44,57 (Lausanne, Schweiz, 3 juli 1996)
- Europarekord, 4x400 m: 2.56,60 (Atlanta, Georgia, 3 augusti 1996) (Thomas, Black, Baulch och Richardson)